# Сандей, Джонсон
Джонсон Сандей (англ. Johnson Sunday; 10 января 1981) — нигерийский футболист, полузащитник. Участник летних Олимпийских игр 2000 года.

## Биография
Джонсон Сандей родился 10 января 1981 года.

### Клубная карьера
С 2000 года по 2001 год выступал за нигерийский клуб «Квара Юнайтед». В сезоне 2008/09 играл в чемпионате Бахрейна за команду «Галали».

### Карьера в сборной
В 1999 году провёл 1 матч в составе национальной сборной Нигерии.
В августе 2000 году главный тренер олимпийской сборной Нигерии Йоханнес Бонфрере вызвал Джонсона на летние Олимпийские игры в Сиднее. В команде он получил 4 номер. В своей группе нигерийцы заняли второе место, уступив Италии, обогнав Гондурас и Австралию. В четвертьфинальной игре Нигерия уступила Чили со счётом (1:4). Сандей сыграл всего в одной игре.